# Dumbreck Castle
Dumbreck Castle war ein Wohnturm aus dem 16. Jahrhundert, etwa 5,5 km westlich von Ellon in der schottischen Council Area Aberdeenshire. Es wurde auch Drumbeck Castle oder Mains of Dumbreck genannt.

## Geschichte
Das Anwesen gehörte der Familie Dumbreck. Dann fiel es an die Familie Meldrum, die die Burg erbauen ließ. Wegen des Baustils, der noch in Details zu erkennen ist, nimmt man an, dass er Wohnturm das Werk des Baumeisters Thomas Leper ist.

### Heute
Von dem Wohnturm ist nichts mehr erhalten. Architektonische Fragmente wurden in verschiedene Bauernhäuser integriert. So findet sich der linke Teil einer Schießscharte im nach Ost-Nordost ausgerichteten Giebel eines Bauernhauses und ein behauenes Steinfragment in der Nordmauer in einem landwirtschaftlichen Nebengebäude östlich davon.